# Montredon
Montredon är en kommun i departementet Lot i regionen Occitanien i södra Frankrike. Kommunen ligger i kantonen Figeac-Est som tillhör arrondissementet Figeac. År 2022 hade Montredon 301 invånare.

## Befolkningsutveckling
Antalet invånare i kommunen Montredon
| Referens: INSEE |